# Madame de Pompadour
Jeanne Antoinette Poisson, markiza de Pompadour, znana tudi kot Madame Pompadour (francoska izgovarjava [madám pɔ̃.pa.duːʁ])) francoska plemkinja, * 29. december 1721, Pariz, † 15. april 1764, Versailles.
Madame de Pompadour je bila "uradna" ljubica Ludvika XV.. Ukvarjala se je s politiko in bila ena najbolj vplivnih ljudi na tem področju. Podpirala je vstop Francije v sedemletno vojno na strani Avstrije.
1. 1 2  data.bnf.fr: platforma za odprte podatke — 2011.
2. ↑  Madame de Pompadour
3. ↑  SNAC — 2010.
4. ↑  RKDartists